# فرد جيبسون (لاعب كريكت)
فرد جيبسون (13 فبراير 1912 - 28 يونيو 2013 في المملكة المتحدة) (بالإنجليزية: Fred Gibson)‏ هو لاعب كريكت بريطاني وبريطاني (وحمل سابقاً جنسية المملكة المتحدة لبريطانيا العظمى وأيرلندا). لعب مع نادي مقاطعة ليسترشاير للكريكت ‏.

## وصلات خارجية
- فرد جيبسون على موقع إي آس بي آن كريك إنفو (الإنجليزية)